# Saint-Launeuc
Saint-Launeuc é uma comuna francesa na região administrativa da Bretanha, no departamento de Côtes-d'Armor. Estende-se por uma área de 11,58 km². Em 2010 a comuna tinha 202 habitantes (densidade: 17,4 hab./km²).